# El hombre de la deuda externa
 El hombre de la deuda externa es una película de Argentina filmada en colores dirigida por Pablo Olivo sobre su propio guion escrito en colaboración con Daniel Guazzora que se estrenó el 26 de marzo de 1987 y que tuvo como actores principales a: Héctor Alterio, Luisina Brando y Jorge Mayorano.
Es el primer largometraje que dirige este escenógrafo.

## Sinopsis
Un hombre hereda una millonaria fortuna y trata de pagar la deuda externa del país pero tropieza con dificultades para hacerlo.

## Reparto
Intervinieron en el filme los siguientes intérpretes:
| Actor                   | Personaje |
| ----------------------- | --------- |
| Héctor Alterio          |           |
| Luisina Brando          |           |
| Jorge Mayorano          |           |
| Perla Santalla          |           |
| Raúl Rossi              |           |
| Rosa Rosen              |           |
| Carlos Cáceres          |           |
| Adriana Gardiazábal     |           |
| Carola Reyna            |           |
| Raúl Florido            |           |
| Elida Gay Palmer        |           |
| Raúl Filippi            |           |
| Sebastián Larreta       |           |
| Patricia Guzmán         |           |
| Eduardo Antón           |           |
| Eduardo Bergara Leumann |           |
| Alejandro Polledo       |           |
| Daniel Mendoza          |           |

## Comentarios
Nan Giménez en Ámbito Financiero escribió:

«Con buenas intenciones no se paga la deuda ni se hace cine.»

Daniel López en La Razón opinó:

«Una narración que quiebra el naturalismo inicial y cae en el surrealismo, el grotesco y en la sátira. El problema del film radica en que todos esos géneros no se enganchan fluidamente…La realización de Olivo, formalmente correcta acusa las debilidades del guion.»

Manrupe y Portela escriben:

«Desaprovechamiento de una buena idea por pobreza de realización.»